# Jean Pommerol
Jean Pommerol, de son vrai nom Lucie Guénot (1858-1921), est une voyageuse, autrice, photographe et ethnologue française.

## Biographie
En 1887, elle quitte son mari Paul Bertrand et ses deux enfants pour suivre les militaires français au Sahara. Elle retourne en France en 1896 et cherche, en vain, à renouer avec ses enfants. Elle divorce en 1898 pour épouser Gabriel Farouel en 1898. Ils vivent ensemble en Algérie, puis à Fès, Casablanca, Bordeaux, Strasbourg, Castres, Châlons-sur-Marne et enfin Mézières, où elle meurt en 1921. Son corps est alors transféré à Guipavas où son époux lui fait construire un monument funéraire où ne figure que son nom de plume, marquant ainsi le rejet qu'elle a subi de sa famille.

## Une Femme chez les sahariennes
Madame Jean Pommerol publie sur l'extrême sud algérien (de Sahara) des essais en 1900- 1902. Une Femme chez les sahariennes (1902) pour monter l'hospitalité des femmes sahariennes malgré leur dénuement et la rigidité de leurs mœurs. Mais elle fait preuve d'un grand mépris envers les femmes africaines, les trouvant « puériles et limitées » et trouvant normal l'esclavage sexuel qu'elles subissent. 

## Ouvrages
- Une femme chez les Sahariennes : entre Laghouat et In-Salah, 1900 contenant 90 illustrations.
- Islam saharien : chez ceux qui guettent (journal d'un témoin), 1902, prix Montyon de l’Académie française en 1903
- Voyage circulaire, roman illustré par Alfredo Vaccari, 1904
- Un fruit et puis un autre fruit, 1911, prix Jules-Davaine de l’Académie française